# Cylindroiulus limitaneus
Cylindroiulus limitaneus är en mångfotingart som beskrevs av Henri W. Brölemann. Cylindroiulus limitaneus ingår i släktet Cylindroiulus och familjen kejsardubbelfotingar. Inga underarter finns listade i Catalogue of Life.